# デグー

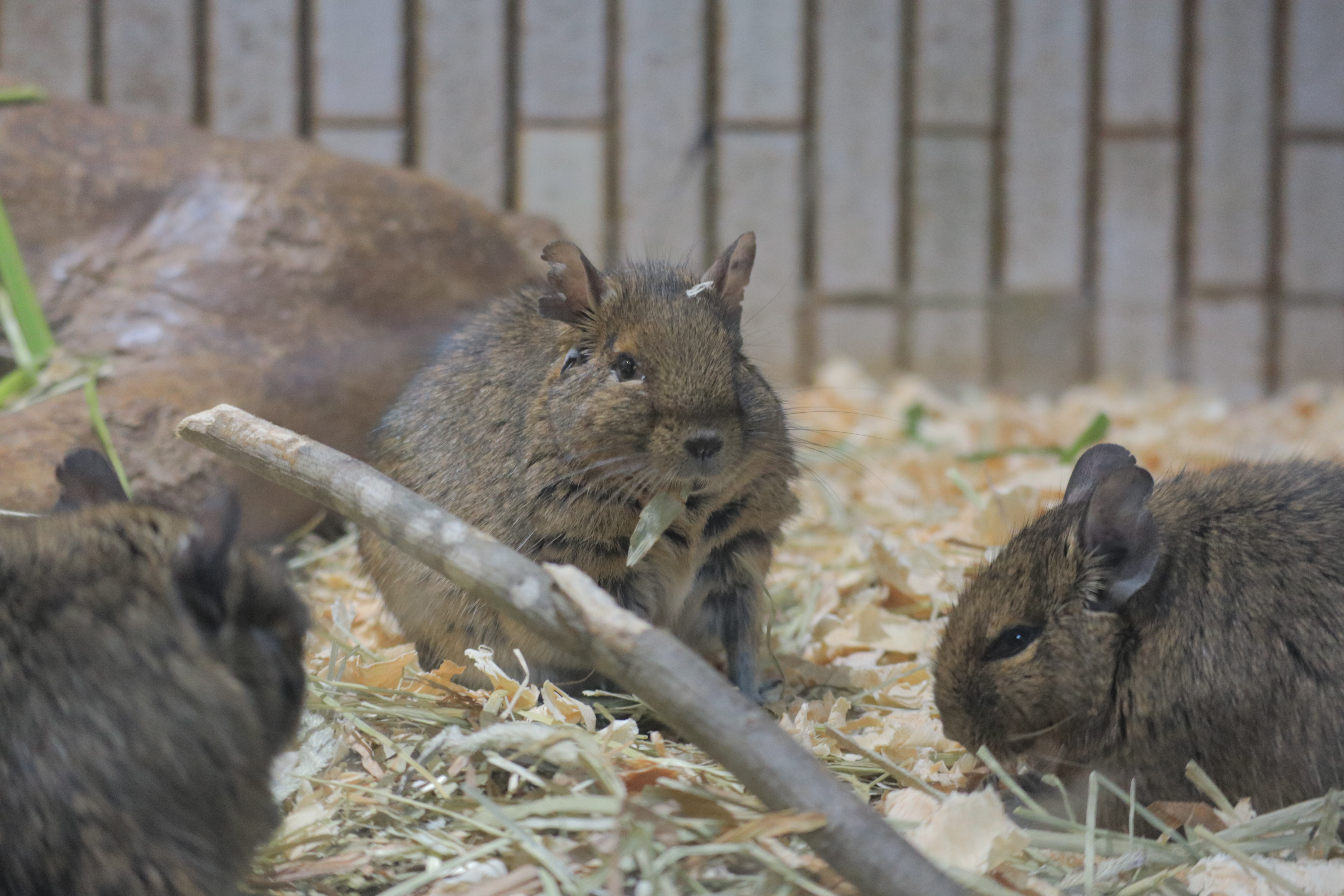
飼育下のデグー。恩賜上野動物園にて。

デグー（Octodon degus）はデグー科デグー属に属する齧歯類。原産はチリの山岳地帯。おもに草や樹皮、種子、果物などを食べている。

## 生態
体長は尻尾を含めなければ12cm - 20cmほどで、体重は350g以下である。寿命は5年から8年。門歯は生後間もないころは白く、生後6か月頃でオレンジ色になる。
毛色はもともとの色であるアグーチ色に加え、稀に青や銀に近い色味をもったブルーが存在する。その他、主にペット用にブラック、ホワイト、サンド、パイド（斑）などの色変種も生まれている。
野生下では山脈に暮らすため、リスやチンチラほどではないが高い脚力がある。齧歯類としては耳が非常によく、視力もラットやハムスターに比べると高く、色覚は二色型色覚ともいわれている。特徴的なのは、紫外線の反射光を見ることができると言われ、新鮮な尿は古い尿よりも紫外線を強く反射するため視覚的に縄張りを把握できる。嗅覚は齧歯類としては飛び抜けたものではない。このため出来るだけ高地に登って聴覚・視覚を生かして周囲を警戒しようとする習性をもつ。
体を綺麗にするため、定期的に砂浴びをする。糞尿の臭いや体臭はほとんどない。ヤマアラシ亜目の多くの種同様、基本的にトイレの概念は薄く糞尿は垂れ流しであるが、巣に糞が溜まることは嫌い、巣の入り口に排泄する個体が多い。
完全な草食性。モルモットや人と同じく体内でビタミンCを作ることができないと言われている。過酷な環境で暮らしているため粗食であり、オオアワガエリなどの牧草と水だけで一生を過ごす。糖分の代謝をしにくい体質であるため、栄養過多な餌を与えると却って糖尿病の原因となる危険がある。
このサイズの齧歯類・哺乳類としては知能が高く、人間の3歳児並みとも言われている。音声によるコミュニケーションを行い、鳴き声は15種類以上あるといわれる。集中力・学習性があり、頭の良い個体であれば簡素な学習行動や芸を仕込む事が可能。

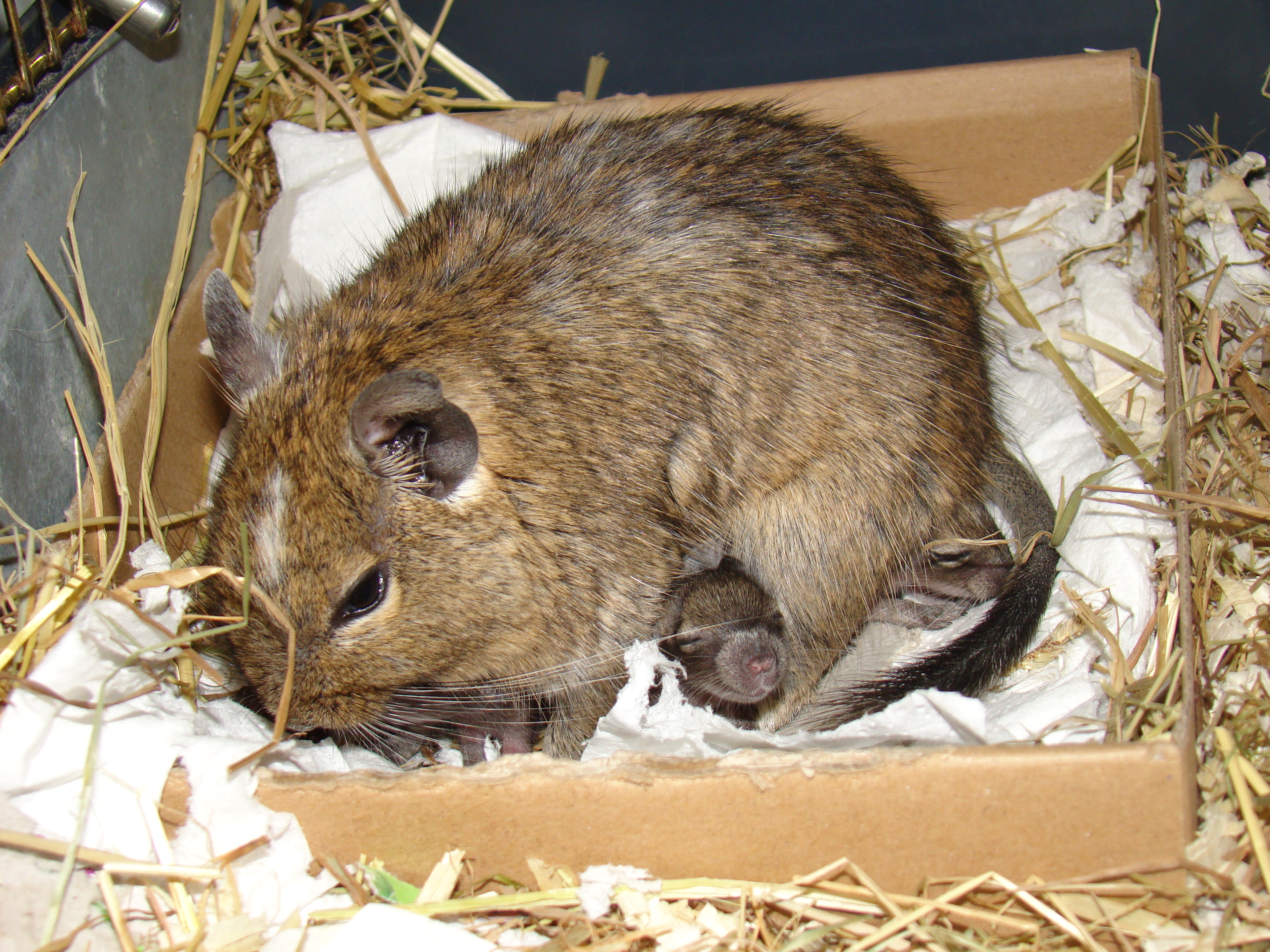
新生仔を保温するオスのデグー

多くの齧歯目とは異なり、オスも育児に参加する。

## ペット
ヨーロッパなどではペットとして比較的人気のある種であり、近年日本でも人気が高い。

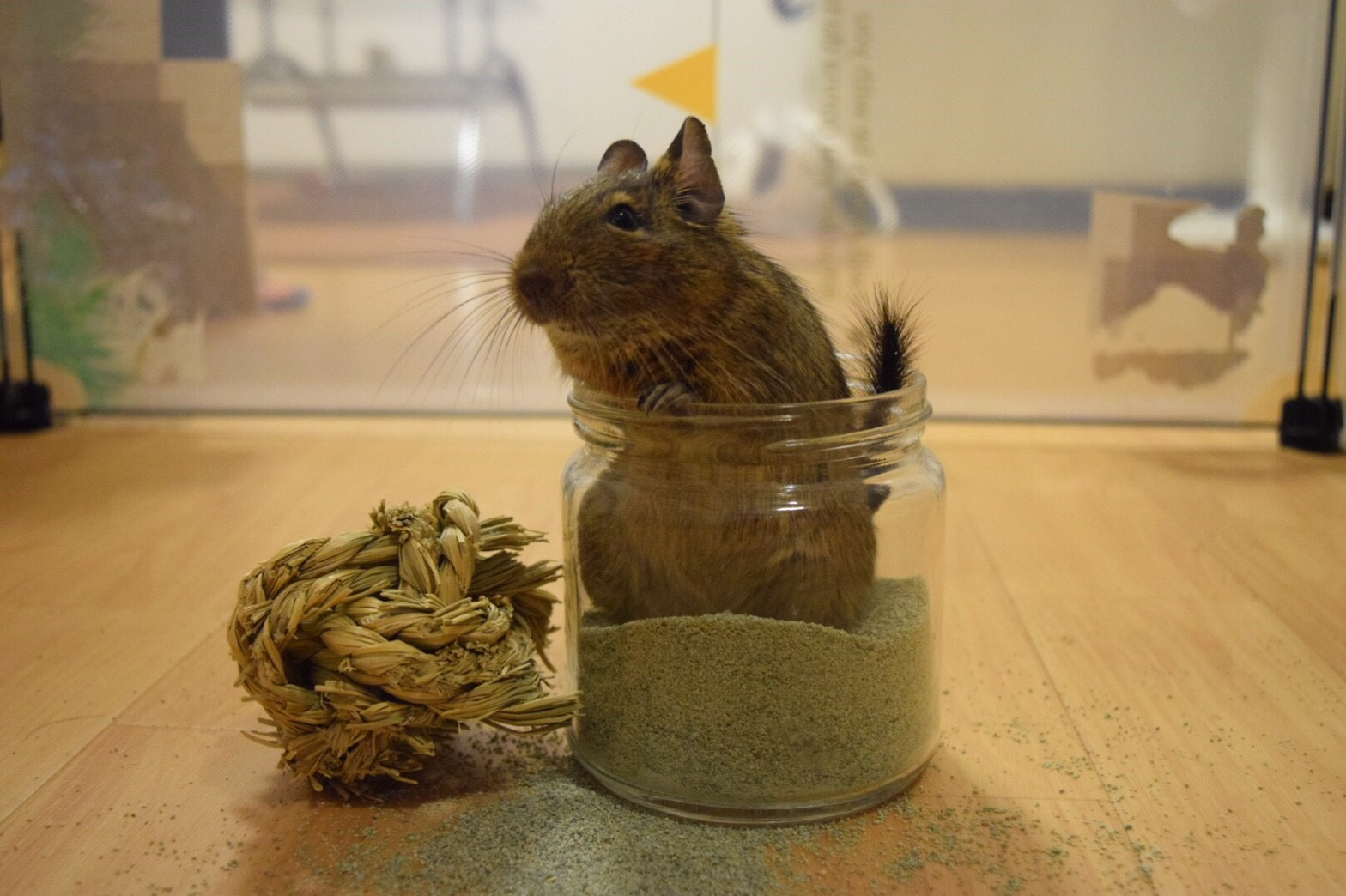
ペットとして飼育されているデグー

好奇心が非常に旺盛で、社会性があることから、同サイズのハムスターやリスなどよりも人に懐く。飼い主への信頼の表明の仕方はラットなどに近く、マッサージされることを好む。反面、学習能力があるため、嫌な記憶があるとその対象には馴れず、根気よく世話をし続けないと信頼を戻すことは難しい。なお、コミュニケーションとして鳴き声により感情表現を行っており、「チッチッ」「ピロピロ」「キーッ」など多くの感情を鳴き声として表現する。
その性質から別種の齧歯類などに自分から寄って行ってコミュニケーション行動をとることがあるが、同サイズの齧歯類の多くはデグーより知能が低く、単独行動をとる種であるため、デグーに攻撃を加えることもある。

## ギャラリー
鳴き声